# Савинский (Орловская область)
Савинский — упразднённый посёлок в Болховском районе Орловской области России. Входил в состав Багриновского сельского поселения. Упразднён в 2004 году.

## География
Посёлок располагался на правом берегу реки Нугрь, на расстоянии примерно 5 километра (по прямой) к северо-западу от села Фатнево.

## История
Постановлением Орловской областной думы от 15 октября 2004 года № 32/645-ОС посёлок Савинский исключён из учётных данных.

## Население
Согласно результатам переписи 2002 года в посёлке отсутствовало постоянное население.